# Sant Maurici de Pionçac
Saint-Maurice-près-Pionsat és un municipi francès situat al departament del Puèi Domat i a la regió d'Alvèrnia-Roine-Alps. L'any 2007 tenia 376 habitants.

## Demografia

### Població
El 2007 la població de fet de Saint-Maurice-près-Pionsat era de 376 persones. Hi havia 184 famílies de les quals 68 eren unipersonals (48 homes vivint sols i 20 dones vivint soles), 72 parelles sense fills, 36 parelles amb fills i 8 famílies monoparentals amb fills.
La població ha evolucionat segons el següent gràfic:
Habitants censats

### Habitatges
El 2007 hi havia 349 habitatges, 182 eren l'habitatge principal de la família, 114 eren segones residències i 53 estaven desocupats. 342 eren cases i 6 eren apartaments. Dels 182 habitatges principals, 154 estaven ocupats pels seus propietaris, 21 estaven llogats i ocupats pels llogaters i 7 estaven cedits a títol gratuït; 9 tenien dues cambres, 31 en tenien tres, 57 en tenien quatre i 85 en tenien cinc o més. 133 habitatges disposaven pel capbaix d'una plaça de pàrquing. A 93 habitatges hi havia un automòbil i a 67 n'hi havia dos o més.

### Piràmide de població
La piràmide de població per edats i sexe el 2009 era:
| Homes | Edats   | Dones |
| ----- | ------- | ----- |
| 0     | 95 o +  | 4     |
| 0     | 90 a 94 | 0     |
| 12    | 85 a 89 | 24    |
| 0     | 80 a 84 | 8     |
| 16    | 75 a 79 | 8     |
| 20    | 70 a 74 | 28    |
| 8     | 65 a 69 | 16    |
| 32    | 60 a 64 | 20    |
| 8     | 55 a 59 | 4     |
| 12    | 50 a 54 | 16    |
| 12    | 45 a 49 | 12    |
| 12    | 40 a 44 | 8     |
| 12    | 35 a 39 | 4     |
| 16    | 30 a 34 | 20    |
| 0     | 25 a 29 | 4     |
| 12    | 20 a 24 | 4     |
| 0     | 15 a 19 | 12    |
| 8     | 10 a 14 | 12    |
| 8     | 5 a 9   | 8     |
| 8     | 0 a 4   | 0     |

## Economia
El 2007 la població en edat de treballar era de 202 persones, 136 eren actives i 66 eren inactives. De les 136 persones actives 124 estaven ocupades (71 homes i 53 dones) i 12 estaven aturades (7 homes i 5 dones). De les 66 persones inactives 36 estaven jubilades, 7 estaven estudiant i 23 estaven classificades com a «altres inactius».

### Ingressos
El 2009 a Saint-Maurice-près-Pionsat hi havia 186 unitats fiscals que integraven 387,5 persones, la mediana anual d'ingressos fiscals per persona era de 12.111 €.

### Activitats econòmiques
Dels 23 establiments que hi havia el 2007, 1 era d'una empresa alimentària, 2 d'empreses de fabricació d'altres productes industrials, 5 d'empreses de construcció, 4 d'empreses de comerç i reparació d'automòbils, 3 d'empreses de transport, 2 d'empreses d'hostatgeria i restauració, 4 d'empreses de serveis i 2 d'empreses classificades com a «altres activitats de serveis».
Dels 10 establiments de servei als particulars que hi havia el 2009, 1 era una oficina de correu, 1 funerària, 2 tallers de reparació d'automòbils i de material agrícola, 1 lampisteria, 2 electricistes, 1 empresa de construcció, 1 perruqueria i 1 restaurant.
Dels 2 establiments comercials que hi havia el 2009, 1 era una botiga de menys de 120 m² i 1 una fleca.
L'any 2000 a Saint-Maurice-près-Pionsat hi havia 57 explotacions agrícoles que ocupaven un total de 2.356 hectàrees.

## Equipaments sanitaris i escolars
El 2009 hi havia una escola elemental.

## Poblacions més properes
El següent diagrama mostra les poblacions més properes.